# In Loving Memory Of...
Albums de Big Wreck
The Pleasure and the Greed
(2001)
In Loving Memory Of... (1997) est le premier album du groupe canadien Big Wreck.
Paru en 1997, ce disque contient le single The Oaf, qui se classa dans le Top Ten aux USA.
Le chanteur Ian Thornley a admis que le morceau Look What I Found? sonne délibérément comme un titre du groupe Soundgarden, pour faire référence à la popularité des musiciens imitant les autres groupes[pas clair].

## Liste des titres
Toutes les compositions sont de Ian Thornley sauf indication contraire
1. The Oaf (My Luck Is Wasted) – 4:39
2. That Song – 5:04
3. Look What I Found – 4:57
4. Blown Wide Open – 5:55
5. How Would You Know – 4:36 - Paroles : Ian Thornley, Musique : Ian Thornley, Brian Doherty
6. Oh My – 3:25
7. Under the Lighthouse – 4:11 - Paroles : Ian Thornley, Musique : Forrest Williams
8. Fall Through the Cracks – 4:20 - Paroles : Ian Thornley, Musique : Ian Thornley, David Henning
9. Waste – 4:00
10. By the Way – 5:10
11. Between You and I – 3:35
12. Prayer – 3:49
13. Overemphasizing – 6:43

## Musiciens
- Ian Thornley — chant, guitares, claviers
- Brian Doherty — guitare
- David Henning — basse
- Forrest Williams — batterie